# Carcano Mod. 67
Il Carcano mod. 67 fu un fucile ad otturatore girevole-scorrevole ad ago in calibro 17,5 mm, che fu adottato per alcuni anni dal Regio Esercito Italiano prima dell'adozione del Vetterli-Vitali 1870. Più che di un'arma ex novo si trattò piuttosto di un arrangiamento del sistema di ricarica (noto appunto come Sistema Carcano) per modificare i vecchi fucili ad avancarica e dotare le forze armate del neonato regno di un fucile al tempo stesso moderno ma poco costoso. Ebbe una carriera piuttosto breve in quanto pochi anni dopo la sua adozione venne sostituito dal Vetterli-Vitali dalle prestazioni sensibilmente migliori. L'unica azione bellica cui il Carcano mod. 67 prese parte fu la Presa di Roma nel settembre 1870.

## Tecnica
Il Carcano mod. 67 si presentava come un ammodernamento delle carabine mod. 56 e mod. 60: Carcano si trovò ad affrontare la diffidenza che i comandi italiani avevano verso le cartucce di metallo, così gli toccò ripiegare sull'adozione di un sistema ad ago con cartucce di carta che già era stato adottato dal Chassepot e dal fucile Dreyse.
Tuttavia i sistemi predetti erano inadatti ad essere applicati sulle vecchie carabine ad avancarica dell'esercito italiano, a meno di non ridisegnare completamente la culatta e i legni delle armi da ritrasformare. Decise quindi di creare un sistema ispirato al misconosciuto Doersch-Baumgarten, simile al prussiano Dreyse, ma bisognoso di minori accorgimenti per essere adattato alla culatta delle armi.

## Storia
Negli anni '60 del diciannovesimo secolo ormai tutte le potenze occidentali, sia europee che americane, si stavano orientando sul fornire alle proprie forze armate fucili a retrocarica in sostituzione degli ormai obsoleti fucili ad avancarica. Il problema interessò anche l'esercito del neonato Regno d'Italia che aveva la necessità di trovare il modo di fornire a 500.000 soldati un adeguato rimpiazzo per le vecchie carabine e al contempo a dover fare i conti con la politica della "lesina" imposta dai governi per risanare il disastrato bilancio dello Stato.
Alla fine del 1866 venne dunque formata una commissione che studiasse dei progetti per un nuovo fucile e questa pensò di rivolgersi al più promettente dei tecnici militari di allora, ossia Salvatore Carcano, colui che avrebbe creato il famoso Carcano mod. 91 che avrebbe accompagnato i fanti italiani in ben due guerre mondiali. Il progettista presentò il progetto di un nuovo fucile che, riutilizzando le casse dei vecchi fucili ad avancarica, prevedeva la creazione di una nuova arma da fanteria con le seguenti caratteristiche: sistema a retrocarica girevole scorrevole, con innovativo sistema di messa in sicura del percussore, munizione con bossolo metallico a innesco centrale recuperabile. Il calibro del proiettile sarebbe stato di 11 mm con il passo di rigatura della canna fissato a 560 mm. In tutto l'arma avrebbe avuto una gittata teorica di 800 metri e una cadenza di 20 colpi al minuto. Tuttavia il costo di 50 lire per arma (25 milioni preventivati) fu ritenuto eccessivo dalla commissione, che rifiutò il progetto e disse che il budget concesso sarebbe stato di 10 lire per arma, ossia appena 5 milioni di lire; inoltre avrebbe dovuto abbandonare l'idea delle cartucce metalliche, ritenute allora dai generali italiani troppo costose e controproducenti, anche perché generalmente gli ufficiali superiori avevano una pessima opinione della truppa, ritenendola sempliciona e incapace, dunque secondo loro fornire ai soldati delle cartucce metalliche sarebbe stato uno "spreco".
Carcano dovette dunque rimettersi al lavoro e alla fine creò il famoso mod. 67: si trattava di un fucile ad ago con otturatore girevole-scorrevole, dotato di cartucce di carta in calibro 17,5 mm. Durante le prove l'arma si rivelò funzionale, anche se peccava in precisione sulle lunghe distanze; sembra che alle critiche di un ufficiale della commissione Carcano rispondesse: “Con rispetto Eccellenza... ma con 10 lire di spesa massima a disposizione speravate che sparasse pure dritto?”.
L'arma rimase in servizio nell'Esercito fino alla metà degli anni '70 dell'800, quando cominciò ad essere sostituita con i più performanti Vetterli-Vitali, tuttavia fu ancora impiegato da carabinieri, forze di polizia e truppe di riserva fino agli anni 1890. Infatti con l'adozione del Carcano mod. 91 a polvere infume il fucile fu definitivamente radiato anche dal servizio di seconda linea e sostituito dal Vetterli.
All'inizio del '900 un commerciante di armi acquistò diverse migliaia di questi fucili con l'intento di trasformarli in fucili da caccia ad uso civile, ma l'impresa non ebbe fortuna e la sua società fallì nel 1911.